# Carga Máxima
Carga Máxima és una pel·lícula brasilera de 2023 dirigida per Tomas Portella. S'ha subtitulat al català.

## Sinopsi
En Roger és un conductor de camions de carreres que decideix ajudar una banda de lladres de camions de càrrega per donar suport al seu equip. Un cop entri al món del crim, haurà de lluitar per sortir del negoci.

## Distribució
La pel·lícula es va estrenar a la plataforma Netflix el 27 de setembre de 2023.